# علم غويانا الفرنسية

العلم الذي اعتمده المجلس العام لغويانا الفرنسية في 22 يناير سنة 2010.

إن علم غويانا الفرنسية هو عبارة عن خلفية بيضاء عليها شعار يتألف من نجمة خماسية صفراء على رقعة زرقاء، يقع أسفلها شكل قارب برتقالي على رقعة خضراء فوق خطين برتقاليين متموجين. وكُتب فوق هذا الشعار عبارة GUYANE، وأسفله LA RÉGION.
وفي 29 يناير سنة 2010، اعتمد المجلس العام لغويانا الفرنسية علمًا جديدًا لم يعترف به المجلس الإقليمي، وهذا العلم يتكون من مثلثين أحدهما أخضر والأخر أصفر، ومن نجمة حمراء في الوسط. يُمثل اللون الأخضر لون الغابات المطيرة التي تشتهر بها البلاد، ويمثل الأصفر الذهب والمعادن الأخرى الوفيرة في المنطقة، بينما تمثل النجمة الحمراء النظام الاشتراكي.